# Rubus evadens
Rubus evadens es una especie de planta del género Rubus, perteneciente a la familia Rosaceae.

## Taxonomía
Rubus evadens fue descrita por Wilhelm Olbers Focke en 1910.

## Distribución
Se encuentra en el territorio centro-sur de China.